# Emilio Bataclan
Emilio Layon Bataclan (ur. 20 września 1940 w Bantayan) – filipiński duchowny rzymskokatolicki, w latach 1990-1995 i 2004–2015 biskup pomocniczy Cebu.

## Życiorys
Święcenia kapłańskie przyjął 1 maja 1966 i został inkardynowany do archidiecezji Cebu. Pracował duszpastersko w Mabolo i Bantaya, a następnie objął urząd kanclerza archidiecezjalnej kurii oraz ojca duchownego seminarium w Cebu.
24 lutego 1990 został prekonizowany biskupem pomocniczym Cebu ze stolicą tytularną Gunela. Sakrę biskupią otrzymał 19 kwietnia 1990. 3 maja 1995 został mianowany biskupem Iligan. 21 czerwca 2004 został ponownie mianowany biskupem pomocniczym Cebu, tym razem ze stolicą tytularną Septimunicia. 1 października 2015 przeszedł na emeryturę.